# 香八拉
香八拉为“香山－八大处拉练”的简称，是泛指位于北京西山的一條遠足徑，主要范围在香山和八大处附近，是北京其中一個旅遊熱點。更大意义上的香八拉，东北方向拓展至樱桃沟、北京植物园，西南方向拓展到模式口村的法海寺。
由於遊客可以經此徒步游览整个沿途的山区，再因整个路程难度不大，因此相當受附近居民和北京驴友的欢迎，成為旅遊常到的地方之一。
不过，由于常有遊人从香八拉附近的山区进入八大处公园和香山公园，两公园避免受到门票损失而分别采取了措施。香山公园在四周修起高墙以阻止游人进入。八大处公园在一些主要进园山路上安排了流动售票人员。

## 知名路段
- 好汉坡：从碧玉寺附近向西至打鹰洼的一条小路，经常作为山上道路。由于坡度较大，路程较长，被誉为好汉坡。
- 猴子爬：从打鹰洼下到挂甲塔的一段小路，经常作为下山道路，坡度较大。由於整个路段也常需要用手攀住树木下降，像猴子的动作，因此得名猴子爬。

## 景点
不包括香山公园和八大处公园内部的景点。
- 新望京
- 老望京
- 陈家沟水库
- 鬼笑石
- 翠微山
- 虎头山

- 香八拉徒步攻略路线大全 （页面存档备份，存于）
- 香八拉 北京驴友的拉练路线
- 香八拉路线示意